# The New Female Coterie
The New Female Coterie var en brittisk damklubb, grundad i London 1770.
Det bestod av ett antal kvinnor ur överklassen som samlades för att spela, äta och umgås mot en medlemsavgift. Klubben grundades av Caroline Stanhope, Countess of Harrington, 1770 då ett antal kvinnor uteslutits från dess omedelbara föregångare, The Female Coterie, för utomäktenskapligt sexualliv. Klubben frekventerades av kvinnor ur överklassen som var kända för att ha "dåligt rykte" för att de haft sex utanför äktenskapet. De sammanträdde på Sarah Pendergasts bordell. Bland dess medlemmar nämns Seymour Fleming, Henrietta, Lady Grosvenor, Penelope Ligonier, Lady Margaret Adams, Lady Derby, Lady Ann Cork och Catherine Newton. Klubben blev mycket omtalad och nämnd i samtida press. 